# ログザナ・シミオネスク
ログザナ・シミオネスク（ルーマニア語: Roxana Simionescu、1989年10月27日 - ）は、ルーマニア、ブカレスト出身の女性フィギュアスケート選手（女子シングル）。2004年クリスタルスケート3位。

## 主な戦績
| 大会/年                      | 2001-02 | 2004-05 |
| ---------------------------- | ------- | ------- |
| ルーマニア選手権             | 3       | 2       |
| JGPハルギタ杯                |         | 29      |
| クリスタルスケート           |         | 3       |
| ヨーロッパユースオリンピック |         | 23      |